# Hendrik Beyaert
Hendrik Beyaert (neerlandés) o Henri Beyaert (francés) (29 de julio de 1823 - 22 de enero de 1894) fue un arquitecto belga. Está considerado  uno de los arquitectos belgas más importantes del siglo XIX.

## Biografía

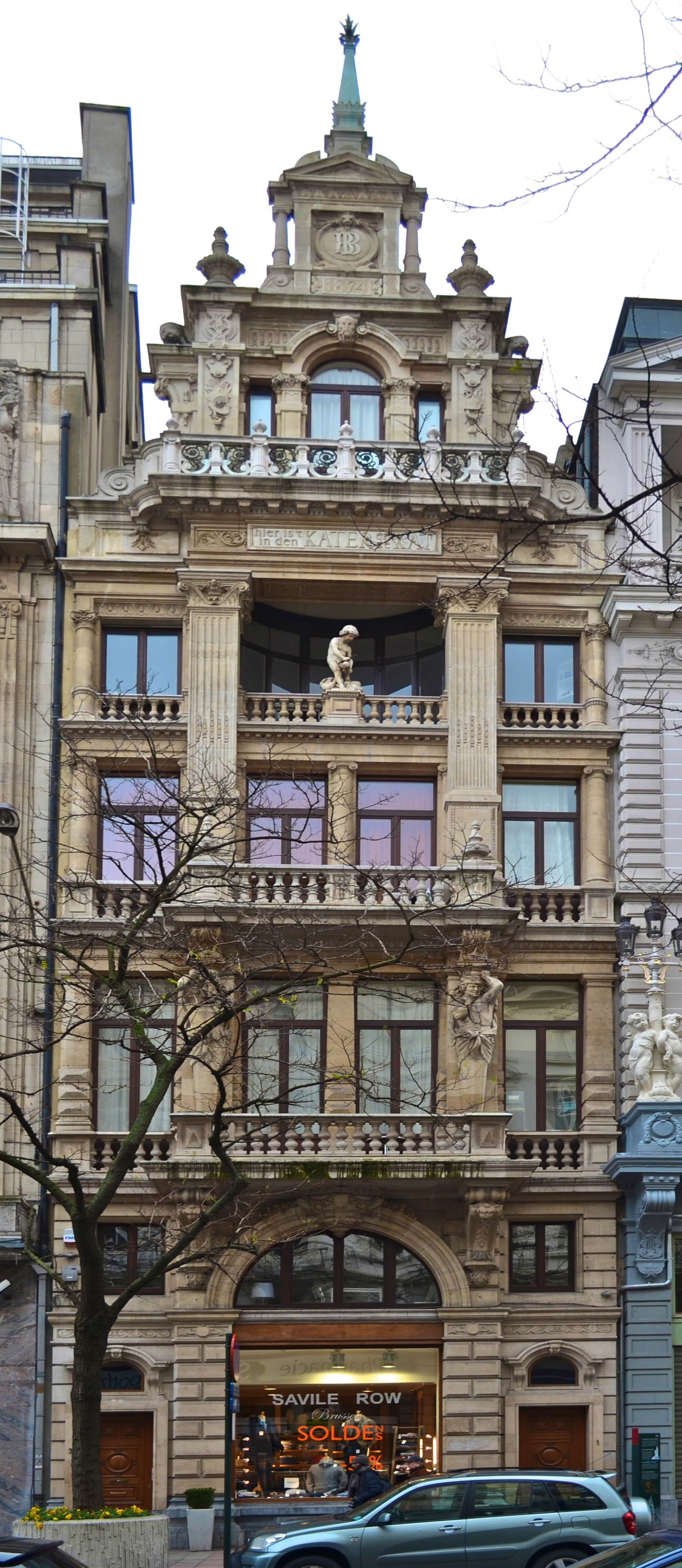
Maison des Chats o Hier ist in den kater en de kat, Bulevar Adolphe Max/Adolphe Maxlaan, Bruselas

Beyaert era de origen muy humilde. Por eso tuvo que ganarse la vida desde muy joven. Al principio, ni él ni su familia podían permitirse financiar estudios superiores. A los 19 años, Beyaert trabajó como empleado de banca en la oficina del Banco Nacional de Bélgica en su ciudad natal, Kortrijk. Su profesión no le pareció muy gratificante y decidió dejar el banco. Como siempre le había fascinado la arquitectura, encontró un puesto como aprendiz de cantero en las obras de la nueva estación de ferrocarril de Tournai, edificio que sería sustituido décadas más tarde por un diseño del propio Beyaert.
En 1842, Beyaert se trasladó a Bruselas, donde regentaba una pequeña librería para ganarse la vida y donde se matriculó en la Real Academia de Bellas Artes para asistir a cursos de arquitectura. Al año siguiente, conoció al arquitecto Félix Janlet, que creyó en las cualidades excepcionales del joven Beyaert y le ofreció trabajo en su despacho. Gracias a este trabajo y a una pequeña beca que le concedió la ciudad de Kortrijk, Beyaert pudo terminar sus estudios de arquitectura en la Academia, que finalizó en 1846. Allí estudió con Tilman-François Suys, de quien recibió una gran influencia durante los primeros años de su carrera como arquitecto independiente. Beyaert se alejó progresivamente del estilo neoclásico de su maestro y comenzó a experimentar con un estilo neo-Luis XVI en las mansiones que construyó a lo largo de la Avenue des Arts/Kunstlaan y la Chaussée de Charleroi/Charleroise Steenweg en Bruselas.
El primer encargo público de Beyaert fue la sede central de su antiguo empleador, el Banco Nacional de Bélgica (1859-1867). Esta cooperación con el arquitecto Wynand Janssens dio como resultado un fastuoso edificio neobarroco fuertemente influenciado por el nuevo estilo propagado en París, conocido como Segundo Imperio. El éxito de crítica que obtuvo, junto con las conexiones de Beyaert con el poderoso Partido Liberal, propiciaron muchos otros encargos, empezando por la fuente De Brouckère (1866), actualmente en la plaza Jan Palfijn/Jan Palfijnplein de Laeken. Otras obras importantes se sucedieron rápidamente. En sus grandes proyectos de renovación de edificios medievales, como la Puerta de Halle (vestigio de las fortificaciones medievales de Bruselas), recibió la influencia del arquitecto y teórico francés Viollet-le-Duc. Esta realización desempeñó un papel importante en el desarrollo arquitectónico de Beyaert, ya que le hizo tomar conciencia de la importancia y la belleza de los estilos arquitectónicos locales de finales de la Edad Media y principios del Renacimiento. El estilo de Beyaert derivó en gran medida hacia el llamado "Renacimiento renacentista flamenco" que, en parte bajo su influencia, se convertiría en un estilo "nacional" muy popular en el último cuarto del siglo XIX. Otras obras suyas fueron la oficina del Banco Nacional de Bélgica en Amberes (1874-1879), construida con una ingeniosa planta triangular, la estación de ferrocarril de Tournai (1875-1879, dañada en la Segunda Guerra Mundial) y la casa Kegeljan-Godin (1878-1880) en Namur. Todos tenían un estilo similar, vagamente renacentista flamenco o barroco. En 1876, sin embargo, Beyaert negó públicamente ser partidario del naciente movimiento renacentista flamenco en Bélgica, aunque los partidarios de este movimiento habían querido alinear sus creaciones con las suyas.
Con su pasión por el estudio y las novedades (Beyaert poseía una extensa biblioteca sobre la historia de la arquitectura y las artes decorativas), sus edificios se cargaron cada vez más de ornamentación histórica, sin que por ello carecieran de una base estructural clara. En un concurso de arquitectura tras la cobertura del río Senne (1867-1871), Maison des Chats de Beyaert o Hier ist in den kater en de kat (en términos generales, "La casa de los gatos") se llevó el primer premio. Fue construido a lo largo de los nuevos bulevares centrales de Bruselas y mostraba claras afinidades con las famosas Casas Gremiales en la cercana Grand-Place/Grote Markt (la plaza principal de Bruselas). Beyaert también diseñó varias casas de campo, incluido el "romántico" castillo de Faulx-les-Tombes cerca de Namur (1872), que estuvo muy influenciado por la restauración del castillo de Pierrefonds realizada por Viollet-le-Duc, y el castillo del Renacimiento flamenco. de Wespelaar (1881-1887) en la provincia de Brabante.
Aunque Beyaert se interesó por el urbanismo desde principios de la década de 1860, sólo pudo realizar uno de sus proyectos de diseño urbano: la plaza del Petit Sablon (1880) en Bruselas. Se trata de un pequeño parque en forma de trapecio, rodeado de una verja de hierro forjado de ingenioso diseño. Su última realización, que corona una impresionante carrera arquitectónica, es el Ministerio de Ferrocarriles, Correos, Telégrafos y Marina de Bruselas. Este proyecto demuestra la capacidad de Beyaert para hacer frente a una rica ornamentación sin atentar contra la integridad estructural del edificio. Aunque de carácter ciertamente revivalista, su arquitectura fuertemente geométrica sólo imitaba el espíritu y rara vez los detalles de los modelos históricos. Sus propios detalles eran muy originales. Formaban parte de una arquitectura espacial y estructural más que decorativa. En este sentido, Beyaert sería decisivo en la formación de una nueva generación de arquitectos, como Paul Hankar y Victor Horta, que desempeñarían un papel importante en la evolución de la arquitectura Art Nouveau. En 1888 fue nombrado miembro de la Real Academia de Ciencias, Letras y Bellas Artes de Bélgica.

## Lista de obras

### Encargos privados
- 1851: Mansión, Avenue des Arts/Kunstlaan 26, en Bruselas
- 1858-1860: Mansiones, Chaussée de Charleroi/Charleroise Steenweg</link> 5–7–9, en Bruselas
- 1865-1868: Castillo de Faulx-les-Tombes ( Château de Faulx-les-Tombes ), en Faulx-les-Tombes (renovaciones y ampliaciones)
- 1870: Sala de baile Concert Noble, Rue d'Arlon/Aarlenstraat 82, en Bruselas
- 1874: Maison des Chats o Hier ist in den kater en de kat, Boulevard Adolphe Max/Adolphe Maxlaan 1, en Bruselas
- 1880: Casa Kegeljan-Godin en Namur
- 1881-1883: Castillo de Wespelaar en Wespelaar (demolido)
- 1883–1894: Castillo de Bornem (Château Marnix de Sainte-Aldegonde), en Bornem (reformas y ampliaciones)

### Encargos públicos y semipúblicos
- 1859-1867: Sede del Banco Nacional de Bélgica, Rue du Bois-Sauvage / Wildewoudstraat, en Bruselas
- 1860-1878: Oficina del Banco Nacional de Bélgica, Berlaymontlaan, hoy Frankrijklei, en Amberes
- 1866: Fuente De Brouckère, Porte de Namur/Naamsepoort, en Bruselas (trasladada en 1957 a la Square Jean Palfijn/ Jan Palfijnsquare, en Laeken )
- 1868-1871: Restauración y conversión en museo de la Puerta Halle (antigua puerta de la ciudad), en Bruselas
- 1874-1879: Estación de tren de Tournai ( Gare et entrepôt des douanes ), en Tournai
- 1875-1879: Edificio de oficinas del Banco Nacional de Bélgica, en Amberes
- 1876-1877: Escuela en Soignies
- 1879–1882: Iglesia de San José de las Tombes, en Faulx-les-Tombes (decoración del arquitecto Paul Hankar )
- 1879–1899: Square du Petit Sablon/Kleine Zavelsquare, en Bruselas
- 1883–1886: Palacio de la Nación, Rue de la Loi/Wetstraat, en Bruselas (reconstrucción y renovación)
- 1886–1894: Iglesia de San Martín ( Sint-Martinuskerk), en Everberg (restauración y ampliación; decoración Paul Hankar y Adolphe Crespin )
- 1890: Edificio de oficinas de la Caisse générale d'épargne et de retraite (ASLK/CGER), Rue Fossé aux Loups/ Wolvengracht, en Bruselas
- 1890–1894: Ministerio de Ferrocarriles, Correos, Telégrafos y Marina, Rue de Louvain/ Leuvensestraat, en Bruselas